# Contea di Bath (Kentucky)
La contea di Bath in inglese Bath County è una contea dello Stato del Kentucky, negli Stati Uniti. La popolazione al censimento del 2000 era di 11 085 abitanti. Il capoluogo di contea è Owingsville